# Canal de Elba-Havel

Recorrido y enlaces del canal.

El Canal de Elba–Havel es una vía de agua artifical de 56 kilómetros situada al oeste de Alemania, entre los estados de Sajonia-Anhalt y Brandeburgo y que conecta las ciudades de Magdeburgo, en el cauce del río Elba con Brandeburgo situada sobre el río Havel.
El actual canal se creó mediante la ampliación de las vías navegables históricas existentes entre el Havel y el Elba, remontándose los orígenes de los canales de Plauer y de Ihle al siglo XVIII. Desde 2003 está unido con el canal Weser-Elba a través del puente canal de Magdeburgo, que cruza por encima del río Elba, proporcionando así este canal una conexión con el oeste del país. Hacia el este el río Havel conecta además con el Canal Óder-Havel, proporcionando una comunicación acuática entre Berlín y Polonia.
Junto con los canales de Wesel–Datteln, Rin–Herne, Dortmund-Ems y el mencionado Weser-Elba, constituye una conexión fluvial continua entre los denominados ríos de primer orden alemanes, el Elba, el Óder y el Rin.